# Страшкув (гміна Костелець)
Страшкув (пол. Straszków) — село в Польщі, у гміні Костелець Кольського повіту Великопольського воєводства.
Населення — 616 осіб (2011).
У 1975-1998 роках село належало до Конінського воєводства.

## Демографія
Демографічна структура станом на 31 березня 2011 року:
|          | Загалом | Допрацездатний вік | Працездатний вік | Постпрацездатний вік |
| -------- | ------- | ------------------ | ---------------- | -------------------- |
| Чоловіки | 304     | 73                 | 197              | 34                   |
| Жінки    | 312     | 63                 | 174              | 75                   |
| Разом    | 616     | 136                | 371              | 109                  |